# Trama (tecelagem)

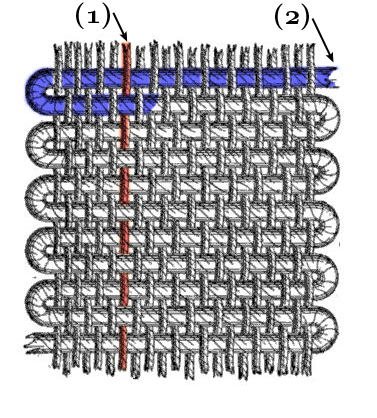
Urdume (1), em vermelho, e trama (2), azul, na tecelagem plana de ligamento tela

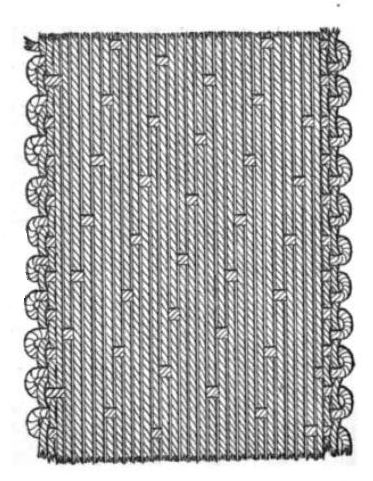
Um ligamento cetim, comum para seda; cada fio de urdidura paira sobre 16 fios de trama.

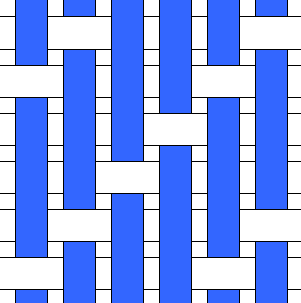
Uma sarja 3/1, usada em denim

A trama é um dos dois componentes básicos usados na tecelagem, junto à urdidura, para transformar linha ou fio em tecido. Os fios da urdidura longitudinal são mantidos estacionários em tensão em uma armação ou tear enquanto a trama transversal é puxada e inserida por cima e por baixo da urdidura.
Pode referir-se também ao espaçamento entre os fios que constituem o tecido: uma trama menor significa fios menos espaçados entre si; uma trama maior significa fios mais espaçados entre si.   

## Histórico
Gargi Vachaknavi, filósofa indiana do século VII a.C., é narrada em uma Upanixada como utilizando metáforas de trama e urdidura para inquirir sobre o "tecido" da realidade.
As invenções durante o século XVIII estimularam a Revolução Industrial, com a "vareta de separação" e a "lançadeira voadora" (John Kay, 1733) acelerando a produção de tecidos. O tear mecânico patenteado por Edmund Cartwright em 1785 permitia sessenta escolhas por minuto.